# Silicula filatovae
Silicula filatovae is een tweekleppigensoort uit de familie van de Siliculidae. De wetenschappelijke naam van de soort is voor het eerst geldig gepubliceerd in 1973 door Allen & Sanders.